# Carter Island (Antarktika)
Carter Island ist eine kleine, eisbedeckte Insel in der Glade Bay, vor der Westküste der Martin-Halbinsel an der Bakutis-Küste des westantarktischen Marie-Byrd-Landes.
Sie wurde vom United States Geological Survey in den Jahren 1959–66 anhand von Erkundungen vor Ort und Luftaufnahmen der United States Navy kartographiert. Das Advisory Committee on Antarctic Names benannte die Insel nach Lieutenant George William Carter (1925–2008). Carter war ein Mitglied der Marine-Fliegereinheit VX6 und diente während der Operation Deep Freeze 1966 als Wartungs-Koordinator des Landefelds Williams Field auf dem McMurdo-Sund.